# Lady Mary Hamilton
Lady Mary Hamilton o Lady Mary Walker (amb el nom de soltera de: Leslie; 8 de maig de 1736 – 29 de febrer de 1821) va ser una novel·lista escocesa del segle xviii.
Va ser una fervent partidària de l'educació de les dones. La seva obra de més èxit va ser Munster Village (1778), que té per escenari una ciutat-jardí utòpica poblada de dones que fugen de matrimonis desastrosos. Sembla que Jane Austen va estar influenciada per aquesta obra.

## Obres

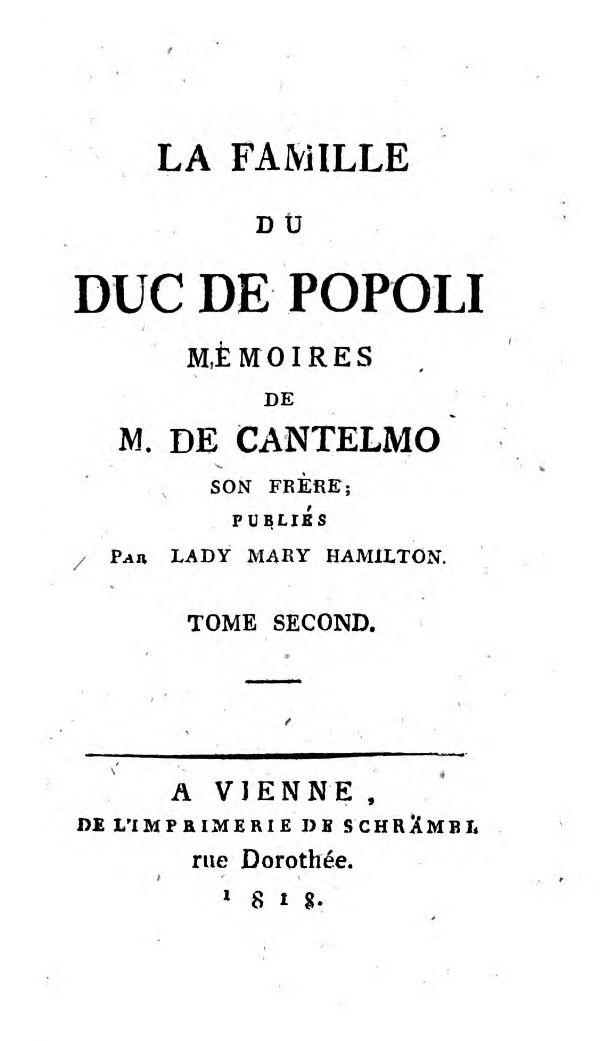
Pàgina de The Duc de Popoli (1818)

1. Letters from the Duchesse de Crui, 1777
2. Memoirs of the Marchioness de Louvoi, 1777
3. Munster Village, 1778
4. The Life of Mrs. Justman, 1782
5. The Duc de Popoli, 1810